# Lewotobi
El Lewotobi és un volcà que es troba a l'est de l'illa de Flores, Indonèsia. Es tracta de dos estratovolcans bessons, el Lewotobi Lakilaki i el Lewotobi Perempuan, que s'alcen fins als 1.584 i 1.703 msnm respectivament. La darrera erupció documentada va tenir lloc l'octubre del 2014.